# 棍棒外交

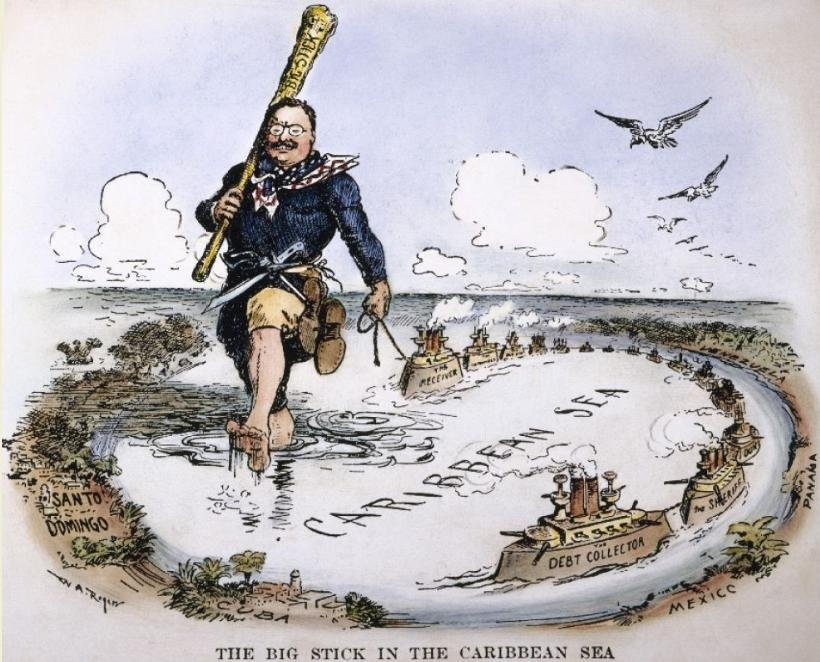
トーマス・ナストが描いた1904年の風刺画。ルーズベルトが棍棒を持ってカリブ海を歩き回る。『ガリバー旅行記』に模している。

棍棒外交（こんぼうがいこう、英語: Big Stick Diplomacy または Big Stick Policy）は、第26代アメリカ合衆国大統領セオドア・ルーズベルトの外交政策を表した用語。自国の武力を背景にして外交交渉で要求を飲ませるというもので、ルーズベルトが特にカリブ海地域で用いた手法を指す。由来は彼自身の発言「でっかい棒を持って穏やかに話せば、それでうまくいく（Speak softly and carry a big stick, you will go far.）」にちなむ。当時のアメリカのメディアは、ルーズベルトの外交政策を表す用語として「棍棒」（big stick、太い杖）を用い、これは現代の歴史家も用いるものとなっている。「モンロー主義に基づくローズヴェルトの系論」と呼ばれる外交政策の主幹を成す。
棍棒外交を成立させるには5つの要素が必要とされる。それは「敵に警戒を抱かせる軍事能力」「他国に公正な態度」「はったりを用いない」「強行措置が取れる準備が整った場合にのみ攻撃を行うこと」「破れた敵が面目を保つことを進んで認めてやること」である。特に軍事力は重要な要素であり、具体的には世界トップクラスの海軍を指したが、実のところルーズベルトが自由に動かせる大規模な軍隊はなかった。
この考えは平和裏に交渉する一方で、それが破綻した場合に備えて力を持つことを意味する。同時に「棍棒」すなわち軍事力で脅すことは、マキャベリストが説くリアルポリティックス（現実政治）の考えにも大きく通じている。

## 背景
第26代アメリカ合衆国大統領セオドア・ルーズベルト（任期：1901年-1909年）は、大統領就任以前から西アフリカの格言として「穏やかに語り、太い杖（棍棒）をたずさえて進む。なれば遠くに行ける（Speak softly and carry a big stick; you will go far.）」を好んでいた。例えばニューヨーク州知事時代であった1900年1月26日付の手紙に以下の一文がある。
同年、ルーズベルトはウィリアム・マッキンリー大統領下の副大統領に選ばれたが、就任から間もない9月2日にミネソタ州フェアで行った「国民の義務」と題する演説中においても、同様のフレーズが登場した。
ルーズベルトは自身の外交政策を「先見の明と断固たる行動により、十分な余裕をもって起こりうる危機に対処する」と評していた。

## 実例
1901年、マッキンリーが暗殺されたことに伴い大統領に昇格したルーズベルトは以降1909年まで2期にわたり、同職にあった。ルーズベルト政権以前よりアメリカは軍事力を背景とした外交政策を行っていたが、彼はその任期中において、より巧妙に軍事力を複数回にわたって行使することで、その外交政策を補完した。特にラテンアメリカへの複数の介入においてモンロー主義の実施に務めた。こうした政策の中には、台頭するアメリカの中立的な威信を示す目的として、平和裏に地球を周航した16隻の艦隊グレート・ホワイト・フリートも含まれる。

### 1902年のベネズエラ危機

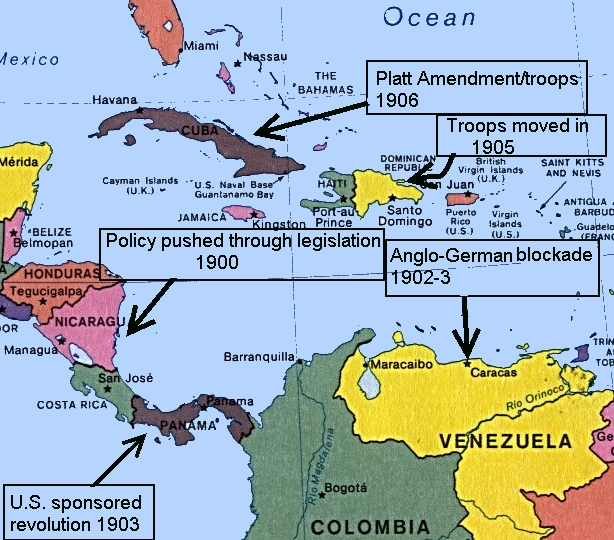
セオドア・ルーズベルト政権時に行われた棍棒外交を示したカリブ海地域の地図

20世紀初頭、イギリス海軍とドイツ海軍はベネズエラを海上封鎖した（1902年-1903年）。これは長年の債務に対する返済意志の欠如やイギリスが発した「イギリス臣民の自由に対する暴力行為とイギリス籍船舶の大量拿捕」への両国の抗議がもたらしたものであった。
この封鎖にルーズベルトは抗議し、これがモンロー主義に基づく「ローズヴェルトの系論」の基礎となった。
もともとルーズベルトは私的な書簡において、この外交思想に言及していたが、1904年に公表すると共に「この大陸の他の共和国」が「幸福な繁栄を成し遂げる」ことだけを望むと述べた。そして、その目標を達成するためとして、「国境内の秩序を維持し、外部者に対して正当な義務を果たすこと」が必要だとした。
ルーズベルトの伝記を書いたハワード・K・ビールなど、ほとんどの歴史家は、「系論」はルーズベルト個人の信条に依るものだけではなく、外国債券保有者との関係の影響もあったとまとめている。
海上封鎖が行われていた2ヶ月間、アメリカ国民は非常な緊張状態にあった。ルーズベルトはイギリスとドイツに軍の撤退を要請すると共に、「モンロー主義の尊重」と当事国同士のコンプライアンスの確保を名目に、キューバに海軍を駐留させた。
この方針は上院で承認されることも、国民投票で審判を受けることもなかった。この宣言は、20世紀の間、承認されなかった多くの大統領令の最初のものになった。

### 中米運河計画
中米を横断する運河の利権を巡って、すなわちニカラグアとパナマ（当時はコロンビアの一地方）に対して、アメリカは棍棒外交を用いた。

#### ニカラグア運河建設計画
1901年、ジョン・ヘイ国務長官はニカラグア政府に運河建設の承認を求めた。この当初計画ではニカラグアは妥結時に150万ドル、以降年10万ドルを受け取り、さらにアメリカより主権や独立、領土保全の確約を得るものであった。
これに対し、ニカラグアは毎年10万ドルの代わりに妥結時に600万ドルを受けることを希望し、契約案の修正を申し出た。アメリカはこの修正案を受け入れ、議会の承認も得たところで、裁判管轄権の問題が浮上した。これは運河計画地の法的管轄権をアメリカが所有していないというものであった。この問題を親パナマ派が取り上げたことで計画は履行寸前に取りやめとなったが、少なくとも当時のニカラグアの指導者であったホセ・サントス・セラヤ将軍は、国益の観点からアメリカと騒動を起こすつもりはなかった。

#### パナマ運河建設
1899年に運河建設地を決定し、また建設を監督するための地峡運河委員会（Isthmian Canal Commission）が設立された。
ニカラグアが候補から除外された後、コロンビアのパナマ地峡に決定することは必然だった。しかし、ここで建設資材を供給する予定であったコロンビアとフランスの企業双方が資材価格を不当に吊り上げるという問題が起きた。これに対してアメリカは支払いを拒絶した上でパナマの分離・独立を支援した。
1903年11月3日、アメリカの支援を受けたパナマ独立派がコロンビアに対して反乱を起こし、パナマ共和国の樹立を宣言した。アメリカは独立パナマに対し、年間25万ドルの支払いと主権承認を約束した。
これにより、アメリカはパナマ運河の建設地に対する「永久的な」管轄権を得た。後にルーズベルトは「運河を手に入れて、それで議会に議論させた」と語っている。
コロンビアはパナマ市を首都と宣言することでアメリカへの抵抗を試みた。

### キューバ
1898年の米西戦争においてアメリカはキューバに軍隊を派遣し、そのまま同地に駐留させて、キューバの独立に貢献した。その後、アメリカ国内ではこのままキューバを併合すべきという世論が生まれていた。彼らは外国勢力がキューバの一部を支配することによって、アメリカは同地の権益を維持できなくなると考えていた。
しかし、このような主張は同年可決した、アメリカはいかなる干渉も行わないことを宣誓するテラー修正条項によって阻まれていた。併合論者たちは、テラー修正条項は実際の状況を知らない者たちによって作成されたものだとし、アメリカはそれに拘束されるべきではないと主張していた。
こうした中で1901年、キューバにアメリカの管轄権を認めさせるプラット修正条項が提起された。1901年末、キューバはアメリカ政府の「強い圧力」を受けて、この条項を受諾した。
この条項の内容については、トーマス・A・ベイリーが『アメリカ国民の外交史』において、以下のように要約している。
1. キューバは自国の独立を損なうような決定をしてはならず、また、外国勢力（ドイツなど）に島の支配権確立につながるような軍の駐留を許してはならない。
2. キューバは自国の経済力を超えた債務を負ってはならない（外国勢力介入の余地を与えてはならない）。
3. キューバは自国の独立と秩序の維持のために、アメリカの自由な介入を認めなければならない。
4. キューバはアメリカが支援する（主に黄熱病対策の）衛生プログラムに同意しなければならない。
5. キューバは海軍基地や補給基地の用地をアメリカに売却または貸与しなければならない（グァンタナモ米軍基地）。

プラット修正条項が発効されると、ルーズベルトは米軍をキューバより引き上げた。その後、以下のように述べている。